# Chiesa di San Pietro (Carrara)
La chiesa di San Pietro è un edificio di culto cattolico situata nella frazione carrarese di Avenza, in provincia di Massa-Carrara.

## Storia e descrizione

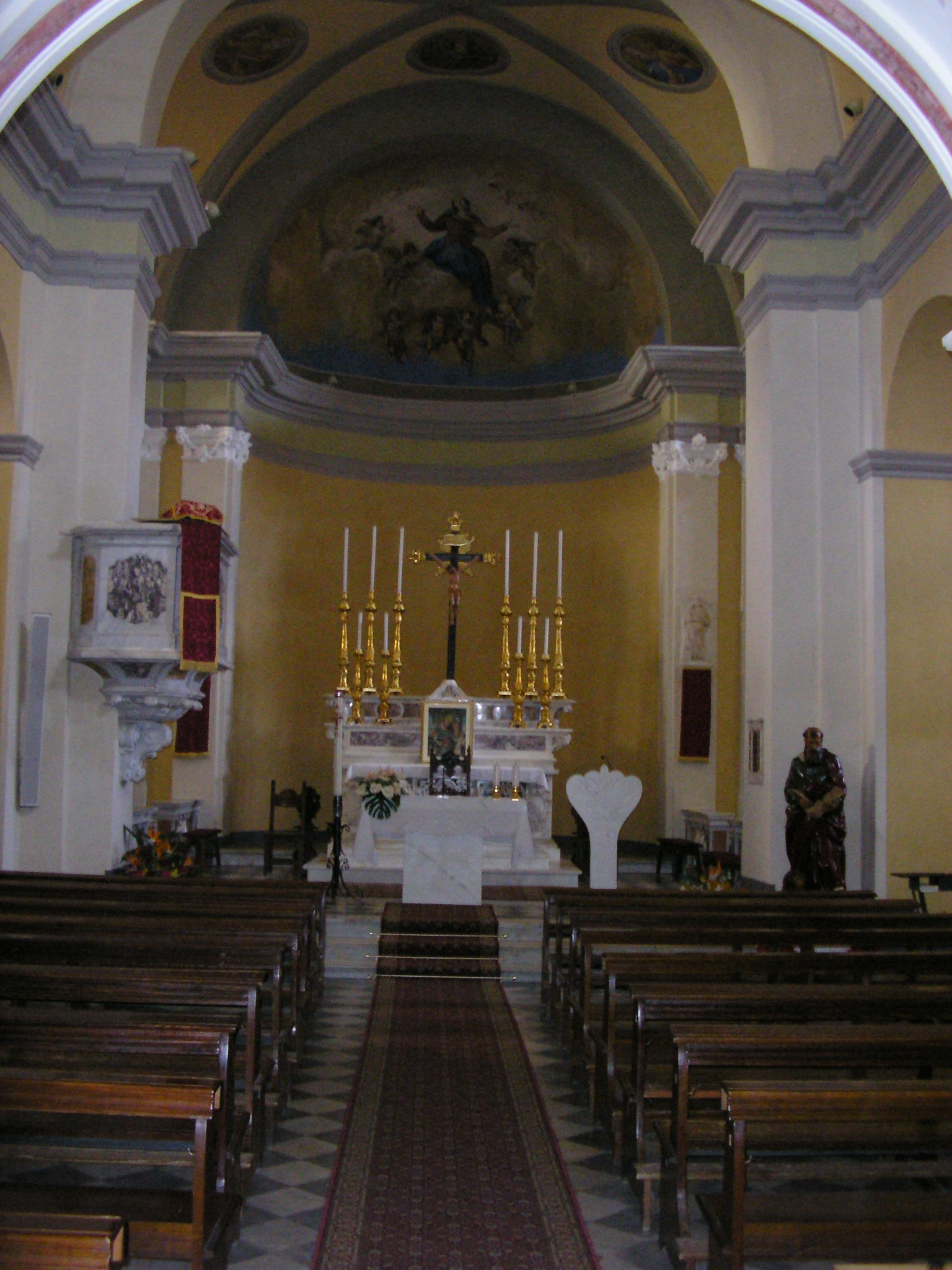
L'interno

Già citata nel 1187, fu ricostruita ai primi del Seicento sulla base della chiesa medievale che aveva l'orientamento ortogonale rispetto a quella successiva. Lo stipite del portale antico è ancora visibile in un pilastro dell'orchestra; ad epoca ancora precedente dovrebbe risalire la colonna in pietra ritrovata nel 1977, visibile nella controfacciata. Lo stemma di Luni posto in facciata ricorda l'appartenenza al suo territorio fino al XII secolo.
L'Ospitale di Sant'Antonio per i pellegrini in transito sulla Via Romea cessò l'attività alla fine del XIX secolo; sul suo sito si costruì una delle navate aperte nell'Ottocento. La chiesa conserva sculture in marmo di P. Aprile e G. De Rossi da Fiesole, e un Crocifisso ligneo ritenuto miracoloso.

### Organo a canne
L’organo è opera di Serafino Paoli (1809 – 1855), come attesta l’iscrizione a 
caratteri maiuscoli intarsiata sulla consolle: “SERAFINUS PAOLI CONSTRUXIT”. 
Una seconda iscrizione sempre a caratteri maiuscoli è presente sul cartiglio a stampa incollato sul fondo 
della secreta: “SERAFINO PAOLI COSTRUI’ / IN EMPOLI L’ANNO 1852”. Sulla parete anteriore della serranda posteriore del manuale è presente una terza iscrizione, vergata a grafite a caratteri corsivi, relativa 
ad’un intervento di restauro: “Pietro Asinelli da Spezia – Costruttore d'Organi – Specialista per La Francia e 
per l’Italia Restaurò l’anno 1884.
- Costruttore: Serafino Paoli
- Anno: 1852

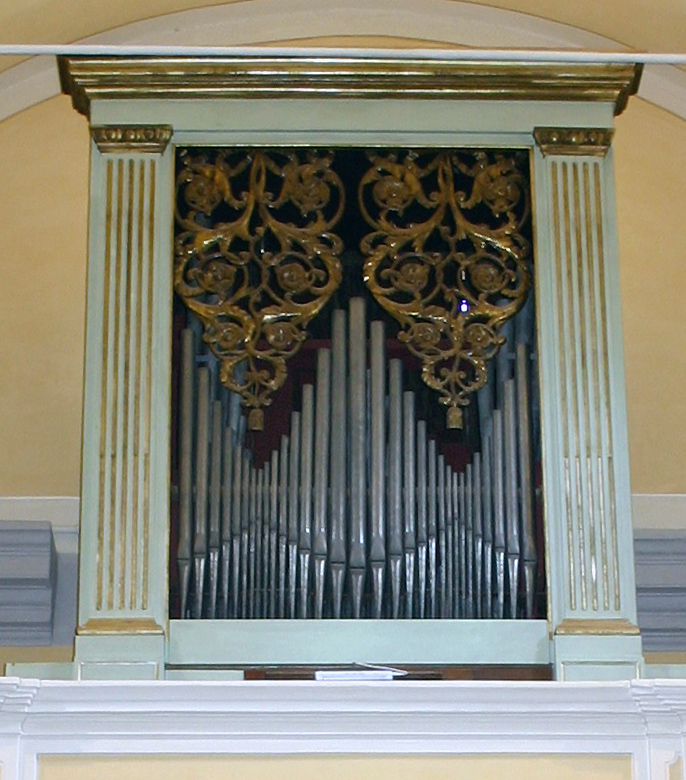

- Restauri/modifiche: Pietro Asinelli (restauro 1884) - Samuele Maffucci (restauro 2015)
- Trasmissione: meccanica
- Consolle: a finestra
- Tastiere: 1 di 54 note
- Pedaliera: A leggio con 13 pedali di cui 12 sonori e 1 per l'inserimento del "Timpano"
- Collocazione: in corpo unico sulla cantoria in controfacciata

| Registri                 |
| Tromba bassi 8           |
| Tromba soprani 8         |
| Clarone bassi 4          |
| Corno inglese soprani 16 |
| Cornetto reale           |
| Cornetto 2 file soprani  |
| Nazardo soprani          |
| Decimino soprani         |
| Flauto in ottava bassi   |
| Flauto in ottava soprani |
| Ottavino bassi           |
| Cornetto chinese soprani |
| Contrabassi 16           |
| Principale bassi 8       |
| Principale soprani 8     |
| Ottava 4                 |
| XV                       |
| XIX                      |
| XXII - XXVI              |
| XXIX - XXXIII            |
| Voce angelica bassi 8    |
| Voce angelica soprani 8  |
| Viola bassi              |